# Lim Chi Wing
Lim Chi Wing (* 11. April 1995 in Kuala Lumpur) ist ein malaysischer Badmintonspieler. 

## Karriere
Lim Chi Wing begann im Alter von sieben Jahren mit dem Badmintonsport. 2014 debütierte er international. Er siegte bei der Vietnam International Series 2014 und den Bangladesh International 2014. Beim Smiling Fish 2014 belegte er Rang drei, bei den nationalen Titelkämpfen 2015 Rang zwei. 2016 wurde er Zweiter bei den Tata India International und der Vietnam International Series. 2017 gewann er Silber bei den Southeast Asian Games. Er lebt in Kuala Lumpur.